# Rhodesiella sexseta
Rhodesiella sexseta är en tvåvingeart som först beskrevs av de Meijere 1913.  Rhodesiella sexseta ingår i släktet Rhodesiella och familjen fritflugor. Inga underarter finns listade i Catalogue of Life.